# 騎陣將軍

《古今圖書集成》中的“騎官二十七星車騎三星騎陣將軍一星圖”，骑阵将军在图的最下方

骑阵将军（豺狼座κ，κ Lup）是豺狼座的一颗恒星，视星等为+3.89，距离地球约180光年。这是一颗Be星。